# Římskokatolická farnost u kostela Všech svatých, Ořechov
Římskokatolická farnost u kostela Všech svatých, Ořechov je územní společenství římských katolíků s farním kostelem Všech svatých v děkanství rosickém. Do farnosti patří obce Ořechov (bez Tikovic) a Hajany.

## Historie farnosti
Historie farnosti Všech svatých v Ořechově se datuje od roku 1317, kdy byl v Ořechově postaven první farní kostel Všech svatých. Podle farního záznamu se první farář jmenoval Lev, nastoupil svůj úřad v roce 1343 a byl zároveň děkanem brněnským. Během století se ořechovská farnost postupně rozrůstala a kostel nedostačoval pro větší počet věřících. Nový kostel byl postaven na místě dosavadního v roce 1899 a vysvěcen 6. července 1900. V závěru druhé světové války byl kostel velmi zničen, po válce byl díky přispění farníků znovuobnoven.

## Duchovní správci
Přehled duchovních správců od dob třicetileté války:
- Ondřej Dětický 1629-1647
- Jan Toman 1647-1671
- Leopold Eisler 1671-1689
- Jan Dvořák 1689-1704
- Ondřej Leffler 1704-1708
- Václav Fereus 1709-1710
- Jan Polášek 1710-1716
- Ondřej Eirciker 1716-1737
- Josef Jevický 1737-1753
- Martin Undler 1753-1759
- Jan Beer 1759-1767
- František Kich 1768-1787
- Jan Mitrenka 1787-1808
- Jakub Čermák 1808-1816
- Florián Bulíček 1816-1822
- Antonín Sedláček 1822-1833
- Josef Špalek 1833-1851
- František Maršovský 1851-1860
- Ignác Klinkač 1860-1862
- Antonín Páral 1869-1911
- Karel Burk 1911-1929
- František Klíma 1929-1944
- František Toman 1944-1947
- Jan Barta 1947-1950
- Břetislav Lautrbach 1950-1981
- Bohuslav Bláha 1981-2012 [1]

Od 1. srpna 2012 byl administrátorem excurrendo P. Mgr. Mariusz Józef Sierpniak, MIC z Moravan. Toho od začátku července 2017 vystřídal jako administrátor excurrendo R. D. ThDr. Krzysztof Drzazga, kněz arcidiecéze Lublin. V roce 2021 se stal administrátorem excurrendo Jan Kotík.

## Bohoslužby
| Kostel               | Místo   | Bohoslužba (den) | Hodina     | Poznámka     |
| -------------------- | ------- | ---------------- | ---------- | ------------ |
| Kostel Všech svatých | Ořechov | neděle pátek     | 9.15 17.30 | Farní kostel |

## Aktivity ve farnosti
Pravidelná setkávání probíhají každou druhou sobotu v měsíci na faře v Ořechově. Při bohoslužbách zpívá schola nejmenších a schola mládeže. Chrámový sbor pravidelně doprovází bohoslužby o Vánocích, Velikonocích a velkých církevních svátcích. Hnutí Modliteb matek existuje ve farnosti od roku 2004.  Aktivní je Společenství svatého Peregrina  Pro obě ořechovské farnosti vychází společný zpravodaj Peregrinek.
Od začátku 90. let 20. století působí při farním kostele hudební skupina Fatima, hrající při bohoslužbách rytmické písně.
Na 21. prosinec připadá Den vzájemných modliteb farností za bohoslovce a bohoslovců za farnosti brněnské diecéze. Adorační den se koná 20. listopadu.
Ve farnosti se pravidelně koná farní ples.
Ve farnosti se pravidelně pořádá tříkrálová sbírka. V roce 2015 její výtěžek činil v Ořechově 87 721 korun.